# Осадьківка (зупинний пункт)
Оса́дьківка — залізничний пасажирський зупинний пункт Куп'янської дирекції Південної залізниці.
Розташований у селі Осадьківка Куп'янський район, Харківської області на лінії Коробочкине — Куп'янськ-Вузловий між станціями Прокопівка (3 км) та Старовірівка (7 км).
Станом на травень 2019 року щодоби три пари приміських електропоїздів здійснюють перевезення за маршрутом Куп'янськ-Південний — Гракове/Харків-Пасажирський.